# 王吉宣
王吉宣（1942年6月6日—2021年1月31日），藝名番王，台灣台中市神岡區人，台灣演奏家。

## 生平
王吉宣家中有十四個兄弟姊妹，王吉宣排行第十。會走上音樂這條路，是因家庭經濟負擔重，經濟重擔落在父親身上。因此國小畢業就到樂器廠當學徒，白天製造樂器及裝修，晚上則跟著師傅們學樂器。
王吉宣十二歲先學小喇叭，一學就是五年，並進入補校樂隊當隊長。後來，王吉宣遇到大台中地區知名的管樂老師張基盤。張基盤說王吉宣個頭小、不適合吹小喇叭，而且他之前的小喇叭吹法根本不對，要他改學薩克斯風。在張基盤的調教下，王吉宣奠定深厚的管樂基礎，會演奏十一種樂器，包括小喇叭、薩克斯風、黑管等。
1968年，王吉宣赴台北市找工作，加入中視大樂隊；四年後，加入台視大樂隊，待了十七年。台視的《群星會》、《五燈獎》、《星星星》等節目，都指定要王吉宣演奏。另曾為鄧麗君、葉啟田、鳳飛飛等歌手伴奏。最後1987年任三立大樂隊指揮十三年，其中1990年至1992年擔任巨登大樂隊指揮。另曾在歐棚影視錄影帶《歐棚午夜場》與星百實業錄影帶《七先生大集合》擔任樂隊指揮。
加入三立大樂隊時，為了豬哥亮的錄影帶，需要有一位指揮，並能夠隨時反應臨場狀況。王吉宣臨危受命上場，果然不負眾望，也因此擔任三立大樂隊指揮長達十年。番王謙稱自己是「全世界最醜的指揮」，而且只會一種指揮動作（右手上下擺動）。
1995年初，王吉宣皈依心道法師，法號「樂善」。
1996年，王吉宣屆齡退休，華視大樂隊打擊樂手江慶霖轉任三立大樂隊指揮。退休後的王吉宣仍到處表演，經常從事公益活動，自組16人樂隊「番王影視大樂隊」巡迴演出，2013年12月8日成立「中華民國樂善關懷協會」關懷弱勢團體。
2003年8月8日，王吉宣於台北市成立「番王興業有限公司」。
2011年12月5日，立夫醫藥研究文教基金會在國立國父紀念館舉辦「跨界共振、心弦和鳴─陳立夫先生紀念音樂會」，王吉宣在演奏薩克斯風時突然因心肌梗塞昏倒，心跳停止，幸虧在場有臺北醫學大學附設醫院、長庚醫院醫師馬上進行心肺復甦術而得救。臺北醫學大學附設醫院表示，王吉宣有心臟病史，曾裝置2根心血管支架；王吉宣昏倒後，立法委員黃昭順的女兒陳菁徽立即上前表明自己的醫師身分，登上救護車一路進行急診，也在急診室提供協助；王吉宣到院後，診斷為心律不整引發心肌缺氧，經緊急治療恢復意識，無生命危險。復甦的王吉宣被送往新光吳火獅紀念醫院進行心臟繞道手術。2012年1月6日，王吉宣康復，出席新光吳火獅紀念醫院20週年院慶，切蛋糕慶祝重獲新生。
2012年9月16日，王吉宣在三立台灣台節目《超級紅人榜》說，他在中華民國海軍服兵役時外貌是黑皮膚、大眼，山東籍隊長常忘了他的名字而叫他「高山族」，他說「報告隊長，我不是高山族」，隊長說「叫你高山族就高山族」，最後同事們對他說「你乾脆叫『番王』好了」，他退伍後就以「番王」為名到台北闖天下。
2012年11月4日，臺北市第一殯儀館景行廳，王吉宣與番王影視大樂隊出席王吉宣之妻告別式，王吉宣吹黑管送別亡妻。2013年3月19日，王吉宣應臺北市政府邀請出席市政會議記者會，以自身經驗推廣公共場所廣設自動體外心臟去顫器（AED）。
2014年9月27日，王吉宣指揮番王影視大樂隊於台中市中山堂舉辦「吹奏60年 番王老師回鄉演奏會」，魏少朋主持。
2017年9月23日，彰化縣文化局主辦、王吉宣指揮番王影視大樂隊於員林演藝廳舉辦「樂聲響起 番王老師堅持60年演奏會」。
鄧麗君非常敬重王吉宣，兩人交情深厚。鄧麗君曾對王吉宣說，只要聽到他吹奏某一首歌的前奏，她就知道此歌如何唱。鄧麗君在日本發展演藝事業期間，王吉宣曾請鄧麗君代他挑選一支短笛，鄧麗君不知如何挑，王吉宣對她說「直接問NHK樂團的老師，他們知道我要的是什麼」；後來這短笛成為王吉宣最珍貴的禮物，王吉宣隨身攜帶它。
歌手李明洋是王吉宣的乾兒子。李明洋早年從南台灣到台北市發展歌唱事業時並不順利，獲得王吉宣的主動協助與製造上通告的機會。
2021年1月31日，王吉宣之子王鐘逸證實，王吉宣洗澡完準備睡覺前昏迷跌倒，送往新光吳火獅紀念醫院急救後於凌晨2點55分因心臟衰竭不治，享壽80歲。2021年10月22日，番王興業解散。

## 外部連結
- 番王興業 （页面存档备份，存于）
- 王吉宣的Facebook專頁